# Biblioteca Coral de Domínio Público
A Biblioteca Coral de Domínio Público (em inglês:  Choral Public Domain Library; CPDL) é um arquivo de partituras com foco em música coral e vocal em domínio público.

## Descrição
O website CPDL foi lançado em dezembro de 1998 por Rafael Ornes. Em 2005 foi reestruturado e passou a utilizar a plataforma aberta MediaWiki, passando então a também utilizar a denominação "ChoralWiki". A mudança permitiu aos usuários obter mais opções que o simples download de músicas, entre as quais:
- textos originais, fontes e traduções;
- índice cruzado de música coral por critérios como gênero musical, período, quantidade de vozes e sua tessitura;
- informações sobre compositores;
- descrição das peças e considerações sobre sua performance;
- conteúdo de publicações de música coral (da Idade Média aos dias de hoje);

As músicas são oferecidas gratuitamente em uma variedade de formatos, incluindo partituras em PDF, PS e TIFF, arquivos de música em formatos MIDI e MP3, e arquivos de notação musical gerados por vários programas comerciais como Finale, Sibelius, NoteWorthy Composer, Encore, e o programa em código aberto LilyPond. O arquivo da CPDL possui em janeiro de 2015 próximo de 20 mil partituras, de mais de 2500 compositores diferentes, fornecidas por mais de 1050 editores.

## Outros projetos de música em domínio público
- Werner Icking Music Archive
- Projeto Mutopia
- Kantoreiarchiv
- International Music Score Library Project (IMSLP)